# PP-19 Bizon
La PP-19 Bizon è un mitra (SMG) prodotto dalla Russia.
È stata sviluppata su richiesta del Ministero degli Affari Interni russo nei primi anni 1990 dalla Izhmash da un team di ingegneri guidato da Victor Kalashnikov (figlio del famoso ingegnere Mikhail Kalashnikov), insieme a Alexei Dragunov, figlio più giovane di Evgeny Dragunov (creatore del fucile SVD).

## Progetto e caratteristiche
L'arma fu ideata da un gruppo di ingegneri insieme ad uno dei figli di Mikhail Kalashnikov ed il figlio più giovane di Evgeny Dragunov, gli ideatori rispettivamente dell'AK-47 e del Dragunov, ed è attualmente prodotta dalla izhmash. L'arma era ideata come carabina automatica compatta per dare la capacità fuoco veloce e precisa, appositamente per le forze speciali e di polizia.
La struttura interna e le mire provengono dalla AK-74, per circa il 60% dell'arma. Una delle caratteristiche peculiari di quest'arma è il caricatore elicoidale d'alluminio da 64 o 53 colpi (idea ripresa dalla Calico statunitense), che permette di immagazzinare più proiettili in uno spazio minore, a scapito però dell'affidabilità.

## Nella cultura di massa
L'arma è presente nei videogiochi PUBG, Battlefield 2 e 3, (espansione), Combat Arms, Point Blank, Tom Clancy's Ghost Recon: Island Thunder e Tom Clancy's Ghost Recon: Jungle Storm e Tom Clancy's Ghost Recon: Future Soldier, Metal Gear Solid 4, Operation 7, Warrock, Syphon Filter, ArmA II, Counter Strike: Global Offensive, su Unturned dove viene chiamato Yuri, su Resident Evil 7: Biohazard dove viene chiamato P19, Tom Clancy's The Division, Tom Clancy's Ghost Recon Wildlands, Far Cry 3, Far Cry 4, Rules of Survival e in Call of Duty: Modern Warfare 3 (nella versione A1), Call of Duty: Ghosts, Call of Duty: Modern Warfare (2019), Call of Duty: Black Ops Cold War, Call of Duty: Mobile e Call of Duty: Modern Warfare II (con il nome di MiniBack).